# انتخابات سراسری فیجی (۲۰۱۸)
انتخابات سراسری فیجی (انگلیسی: Fijian general election, 2018) در ۱۴ نوامبر ۲۰۱۸ در فیجی برگزار شد. نتیجه انتخابات پیروزی فرانک باینیماراما نخست‌وزیر حزب حاکم فیجی بود که با کسب بیش از ۵۰ درصد از آرا، ۲۷کرسی از ۵۱کرسی پارلمان را تصاحب کرد. ۵ کرسی را از دست داد. حزب اصلی اپوزیسیون، حزب لیبرال سوسیال دموکرات است، که شش کرسی را به دست آورد، این درحالی است که حزب فدراسیون ملی سه کرسی خود را حفظ کرد.
نتایج انتخابات نشان داد که نمایندگان زن همچنین در پارلمان ۲۰درصد افزایش داشته و ۱۰زن انتخاب شدند.

## پیشینه
نخست‌وزیر فرانک باینیماراما در تاریخ ۳۰ سپتامبر اعلام کرد که انتخابات در تاریخ ۱۴ نوامبر ۲۰۱۸ برگزار خواهد شد. رئیس‌جمهور جورج کونروت طبق متمم (۳)۵۸ قانون اساسی و بر اساس توصیه نخست‌وزیر پارلمان فیجی را منحل کرد.
۲۳۴ نامزد که شش حزب سیاسی را نمایندگی می‌کنند، در این انتخابات شرکت کردند. ۵۶ نفر از نامزدها زن هستند. ثبت اوراق کاندیداها برای شرکت در انتخابات تا ۱۸ اکتبر بود.